# Ripley (Virgínia de l'Oest)
Ripley és una població dels Estats Units a l'estat de Virgínia de l'Oest. Segons el cens del 2000 tenia 3.263 habitants.

## Demografia
Segons el cens del 2000, Ripley tenia 3.263 habitants, 1.423 habitatges, i 893 famílies. La densitat de població era de 407,7 habitants per km².
Dels 1.423 habitatges en un 23,9% hi vivien nens de menys de 18 anys, en un 49,5% hi vivien parelles casades, en un 11,1% dones solteres, i en un 37,2% no eren unitats familiars. En el 34,4% dels habitatges hi vivien persones soles el 18,3% de les quals corresponia a persones de 65 anys o més que vivien soles. El nombre mitjà de persones vivint en cada habitatge era de 2,17 i el nombre mitjà de persones que vivien en cada família era de 2,78.
Per edats la població es repartia de la següent manera: un 19,2% tenia menys de 18 anys, un 8,3% entre 18 i 24, un 22,6% entre 25 i 44, un 24% de 45 a 60 i un 25,8% 65 anys o més.
L'edat mediana era de 45 anys. Per cada 100 dones de 18 o més anys hi havia 73,4 homes.
La renda mediana per habitatge era de 25.861 $ i la renda mediana per família de 37.027 $. Els homes tenien una renda mediana de 29.531 $ mentre que les dones 20.881 $. La renda per capita de la població era de 15.451 $. Entorn del 12,1% de les famílies i el 16,4% de la població estaven per davall del llindar de pobresa.

## Poblacions més properes
El següent diagrama mostra les poblacions més properes.